# Salve Regina

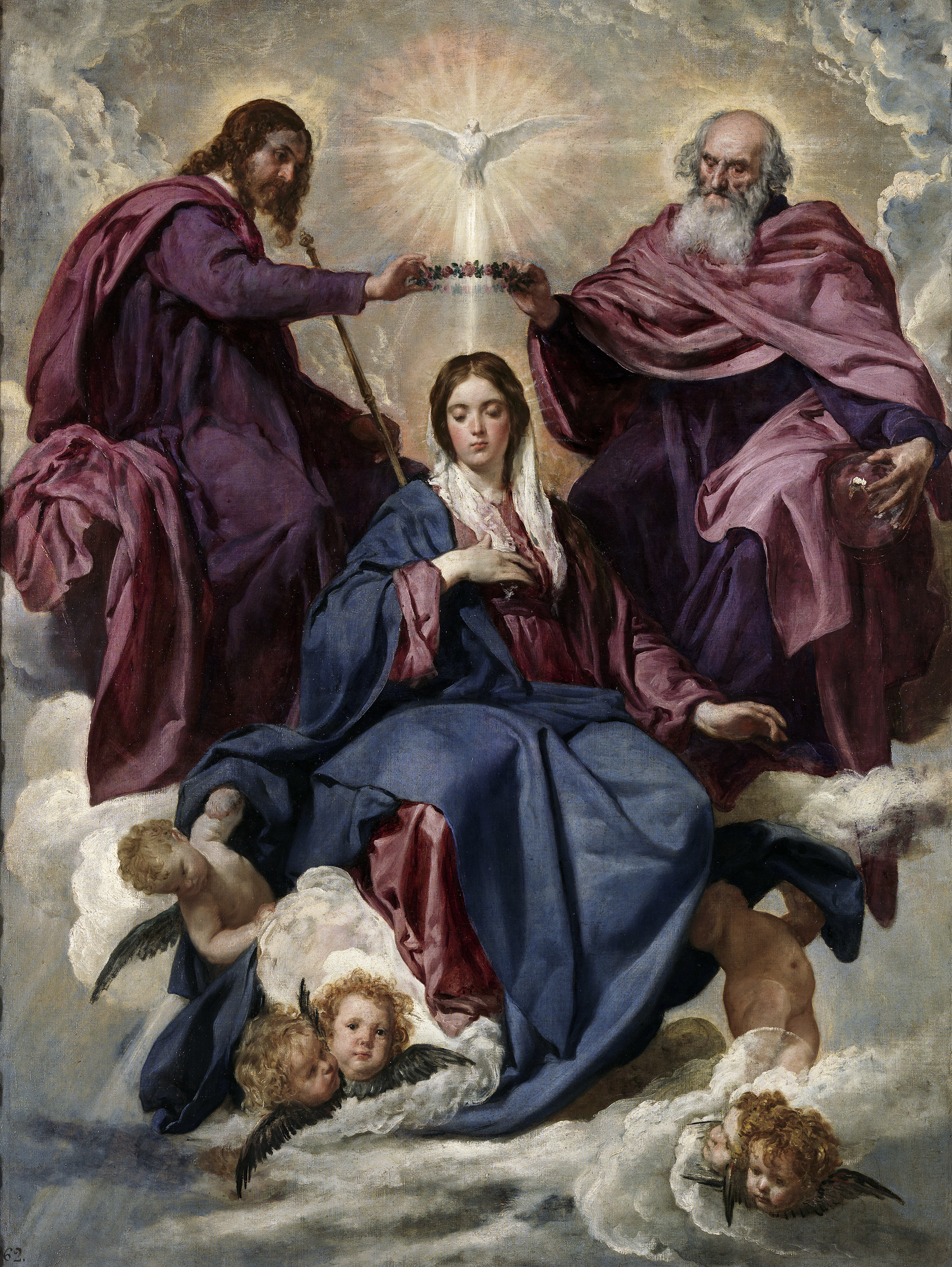
L'incoronazione della Vergine di Diego Velázquez.

Salve Regina è una delle 4 antifone mariane (le altre sono il Regina Cæli, l'Ave Regina Cælorum e l'Alma Redemptoris Mater).
Questa composizione latina risale al Medioevo, ed è tradizionalmente attribuita a Ermanno di Reichenau, noto come Ermanno il Contratto. Tradizionalmente si canta o si recita in latino, tuttavia ne esistono numerose traduzioni in tutte le lingue.

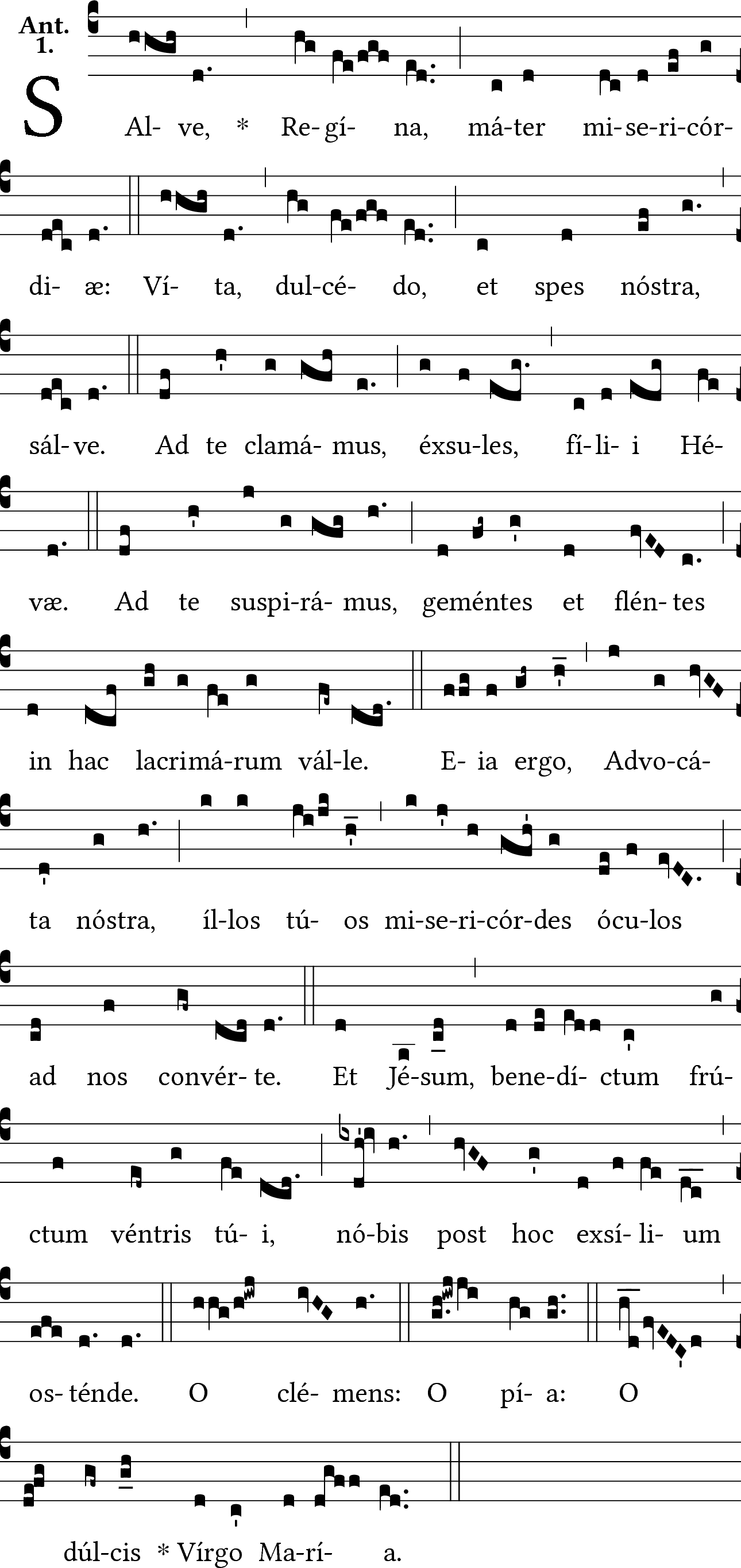
La "Salve Regina" in notazione gregoriana

## Testo latino
Salve, regina, mater misericordiæ,
vita, dulcedo et spes nostra, salve.
Ad te clamamus exsules filii Hevæ,
ad te suspiramus gementes et flentes
in hac lacrimarum valle.
Eia ergo, advocata nostra, illos tuos
misericordes oculos ad nos converte,
et Jesum, benedictum fructum ventris tui,
nobis, post hoc exsilium, ostende.
O clemens, o pia, o dulcis Virgo Maria.

## Traduzioni
Ne esistono numerose, in tutte le lingue del mondo. La traduzione italiana comunemente usata, come pubblicata nel Compendio del Catechismo della Chiesa Cattolica, è la seguente:

### Traduzioni del titolo
- (DE)  Sei gegrüßt, o Königin
- (EN)  Hail Holy Queen
- (EO)  Saluton Reĝino
- (FR)  Salut, ô Reine
- (PT)  Salve Rainha
- (VI)   Lạy Nữ Vương
- (HR)  Zdravo, Kraljice
- (ES)  Dios te salve, Reina y Madre
- (MT)  Salve Reġina
- (PL)  Witaj, Królowo
- (RO)  Bucură-te Regină
- (EL)  Χαίρε, Δέσποινα
- (BE)  Вітай, Каралева
- (RU)  Славься, Царица
- (ID)  Salam, ya Ratu
- (SV)  Var hälsad, du himmelens drottning
- (SL)  Pozdravljena, Kraljica

## Composizione
L'origine della preghiera risale all'XI secolo, ma la sua composizione non è certa. La tradizione più diffusa attribuisce la stesura di quest'antifona al monaco Ermanno di Reichenau. Viene anche attribuita a papa Gregorio VII, a sant'Anselmo da Baggio (morto nel 1086), a san Pietro di Mezonzo, vescovo di Iria Flavia o, alternativamente a San Bernardo durante la sua permanenza all'eremo dei Santi Jacopo e Verano alla Costa d'acqua, situato a Calci, sul Monte Pisano, presso Pisa. Probabilmente a San Bernardo appartiene solo la composizione dell'ultimo verso "o clemens, o pia, o dulcis virgo Maria". Alberico delle Tre Fontane attribuisce la paternità ad Ademaro di Monteil.
Nei manoscritti più antichi non compare né il Mater, che sarebbe stato aggiunto nel XVI sec, per cui in origine era Regina misericordiæ (com'è ancora nella versione in uso nel remoto rito mozarabico), né il Virgo, questo però introdotto molto presto. Talora si può sentire tramandato un vitae dulcedo, com'è cantata ad esempio alla Grande Chartreuse.
La forma attuale è stata formalizzata dall'Abbazia di Cluny nel XII secolo.

## Uso
I Domenicani hanno introdotto la Salve Regina nel 1221 come inno da cantare immediatamente dopo la compieta e mentre si va in processione al dormitorio. I Cistercensi la utilizzano dal 1251. I Certosini la cantano ogni giorno, dal XII secolo, ai vespri.
Nel 1250 papa Gregorio IX la approvò e prescrisse il suo canto a conclusione della preghiera di compieta.
Tradizionalmente è anche recitata a conclusione del rosario.
Salve Regina è normalmente utilizzata nelle funzioni della Chiesa cattolica, in particolare nei giorni vicini alle feste dell'Assunta e della Immacolata concezione.
I dieci versi sono motivo di altrettanti capitoli dell'opera Le glorie di Maria di Sant'Alfonso Maria de' Liguori, del 1750.
Il tema musicale della forma gregoriana del testo è considerato originario dell'XI secolo e rappresenta uno degli esempi più antichi di musica sacra tuttora in uso.

## Significato
La Seconda Lettera ai Corinzi (2Cor 5,6-10) presenta l'esistenza terrena del cristiano come orientata alla vita dopo la morte, e alla certezza del Giudizio Finale.
Come Adamo ed Eva, che Dio fece allontanare dall'Eden a causa del peccato originale, il genere umano, loro discendente, vive fino alla morte terrena il dolore e rimpianto per una "esule lontananza" dal Padre Dio, che -come afferma la Preghiera del Signore- dimora nei cieli. 
Invisibile e intangibile fino alla morte, l'anima può vedere il Volto di Dio, Uno e Trino, solamente quando è divenuta esule e lontana dal corpo.
I cristiani credono nella resurrezione della carne prima del Giorno del Giudizio davanti a Gesù Cristo, dove in anima e corpo saranno da Lui giudicati per le opere in anima e corpo compiute durante la vita terrena. 
Perciò lodano e pregano la sempre Vergine Madre di Dio di intercedere il perdono e la misericordia di Dio per i propri e altrui peccati, di essere per ognuno avvocata di salvezza eterna e speranza dell'incontro con Gesù.

## Musica
Il patrimonio gregoriano, nel Liber Usualis, conserva due differenti melodie scritte su questo testo, la prima, un po' più melismatica, in I modo (Dominica ad Completorium), che è quella riportata nell'illustrazione qui sopra, la seconda in V modo (tonus simplex), molto più semplice, che è quella abitualmente cantata nelle chiese.
Numerosissimi, poi, sono i compositori che, nel corso della storia, si sono serviti di questo testo per musicarlo. Fra questi si ricordano in particolare:
- Marc-Antoine Charpentier, 5 Salve Regina, H.18, H.27, H.47, H.24, H.23
- Pierre de La Rue
- Gabriel Fauré
- Georg Friedrich Händel
- Franz Joseph Haydn
- Leonardo Leo
- Franz Liszt
- Jean-Baptiste Lully
- Claudio Monteverdi
- Giovanni Battista Pergolesi
- Niccolò Porpora o Nicola Porpora
- Francis Poulenc
- Giacomo Puccini
- Antonio Salieri
- Alessandro Scarlatti
- Franz Schubert
- Antonio Vivaldi
- Giovanni Canciani

## Incisioni
- 1979 - Ileana Cotrubas nell'album Stabat Mater (Erato – STU 71179)
- 1980 - Konstantin Mach nell'album Rohrer Marienlob
- 1989 - Emma Kirkby nell'album Pergolesi Stabat Mater · Salve Regina (L'Oiseau-Lyre – 425 692-2)
- 1993 - Barbara Schlick nell'album Salve Regina (Opus 111 – OPS 30-88)
- 1993 - Cecilia Bartoli e June Anderson nell'album Pergolesi: Salve Regina - Stabat Mater (Decca Records – 436 209-2)
- 2015 - Monks of the Abbey of Notre Dame nell'album Gregorian chant (CineVu/NuMedia)